# Pozor (Zagreb, 1860.)
Pozor je bio hrvatski dnevnik iz Zagreba. Ove novine su počele izlaziti 1860., a prestale su izlaziti 1867. godine.
Pokrenuli su ih Ivan Perkovac i Matija Mrazović. Među supokretače neki spominju i Mojsija Baltića. Uređivali su ih Šime Mazzura-Marov, Slavoljub Vrbančić, Ivan Perkovac, Bogoslav Šulek, Milan Grlović i Matija Mrazović. Šulek je pozvao na suradnju Šimu Mazzuru te je u suradnji s Mirkom Divkovićem pomagao pri uređivanju lista.
Nakon povratka iz Beča, u Pozorovu uredništvu radio je i August Šenoa.
Zadnje godine postojanja ovog lista nisu bile sretne u Hrvatskoj. Bilo je to doba kad je Hrvatskom drmao zloglasni režim baruna Levina Raucha koji je bio gori od zloglasnog Bachova apsolutizma. Mazzura kao urednik bio je smetnja bečkom režimu, jer Mazzura je u tekstovima pisao protiv bečkog centralizma, a slobodu tiska branio je učenim argumentima, a ne napadačkim rječnikom. Te 1867. glavnog urednika Pozora Mazzuru optužili su da je smetao javni mir kao vođa nekih demonstracija te su ga osudili na jednomjesečni zatvor, a istom presudom obustavljeno je i izlaženje Pozora.
List je nastavio izlaziti kao Novi Pozor.
Zbog političkih pritisaka između 1860. i 1886. i za vlasti bana Levina Raucha list je nekoliko puta mijenjao ime, varirajući u imenu Pozor i Obzor, a od 1. siječnja 1886. stalno izlazi pod ovim imenom sve do početka Drugog svjetskog rata.